# Benjamin Straight
Benjamin Martin Straight (* 24. April 1999 in Pittsburgh, Pennsylvania) ist ein österreichischer American-Football-Spieler auf den Positionen des Defensive Backs und Punters.

## Werdegang
Straight begann 2014 bei den Vienna Knights mit dem American Football.  Mit der österreichischen U19-Nationalmannschaft wurde er 2017 in Paris Junioren-Europameister. Zur Saison 2018 wechselte Straight zu den Vienna Vikings, für die er zunächst als Cornerback spielte, ehe er später auf die Position des Nickelbacks wechselte. In seinem zweiten Jahr bei den Vikings war Straight mit 29 Tackles, einem Forced Fumble, zwei Interceptions und acht Pass-Break-ups Leistungsträger und einer der besten Passverteidiger der Liga. In der aufgrund der Covid-19-Pandemie auf eine Best-of-Serie verkürzten AFL-Saison 2020 kam Straight nicht zum Einsatz. Im Jahr darauf knüpfte er mit 38 Tackles, zwei Interceptions und sechs Pass-Break-ups an seine Leistungen an vor der Pause an. Im Herbst 2021 wurde er mit der österreichischen Nationalmannschaft Fünfter bei der Europameisterschaft 2021.
Für die Saison 2022 unterschrieb Straight einen Vertrag bei den Vienna Vikings, die in dieser Spielzeit erstmals als Franchise in der European League of Football (ELF) antraten. In der regulären Saison trug er als Stammspieler auf der Position des Nickelbacks mit unter anderem zwei Pick Six zum Conference-Sieg bei. Darüber hinaus diente er dem Team als Punter und Kick-off-Spezialist. Mit den Vikings erreichte er anschließend das Finale in Klagenfurt, das gegen die Hamburg Sea Devils mit 27:15 gewonnen wurde. Er wurde in das zweite ELF All-Star Team gewählt. Im Dezember 2022 gaben die Vikings bekannt, Straight mit einem Zweijahresvertrag ausgestattet zu haben.

## Statistiken
| Jahr                                   | Team           | Spiele | Starts | Tackles | Tackles | Tackles | Tackles | Tackles | Passverteidigung | Passverteidigung | Passverteidigung | Passverteidigung | Fumbles | Fumbles | Fumbles | Punting | Punting | Punting |
| Jahr                                   | Team           | Spiele | Starts | Total   | Solo    | Ast     | TFL     | Sack    | INT              | Yds              | TD               | BrUp             | FF      | FR      | TD      | Punts   | Avg     | I20     |
| -------------------------------------- | -------------- | ------ | ------ | ------- | ------- | ------- | ------- | ------- | ---------------- | ---------------- | ---------------- | ---------------- | ------- | ------- | ------- | ------- | ------- | ------- |
| European League of Football            |                |        |        |         |         |         |         |         |                  |                  |                  |                  |         |         |         |         |         |         |
| 2022                                   | Vienna Vikings | 12     | 12     | 51      | 34      | 17      | 7,0     | 0,0     | 03               | 082              | 2                | 05               | 0       | 0       | 0       | 44      | 40.2    | 10      |
| 2023                                   | Vienna Vikings | 11     | 11     | 45      | 30      | 15      | 1,5     | 0,0     | 2                | 46               | 1                | 3                | 1       | 1       | 0       | 26      | 35,7    | 6       |
| ELF Gesamt                             | ELF Gesamt     | 23     | 23     | 96      | 64      | 32      | 8,5     | 0,0     | 5                | 128              | 3                | 8                | 1       | 1       | 0       | 70      | 38,5    | 16      |
| Quellen: stats.europeanleague.football |                |        |        |         |         |         |         |         |                  |                  |                  |                  |         |         |         |         |         |         |

## Privates
Seine Familie wanderte nach Österreich aus, als Straight zwei Jahre alt war. 2018 absolvierte er seinen Grundwehrdienst im Bundesheer und war dabei Teil des Heeressportprogramms, das es ausgewählten Athleten ermöglicht, ein Jahr als Profisportler zu trainieren und zu leben. Straight begann im September 2019 ein Studium an der FH Technikum.